# Хосіель Нуньєс
Хосіель Нуньєс (ісп. Josiel Núñez, нар. 29 січня 1993) — панамський футболіст, півзахисник клубу «Алькоркон».
Виступав, зокрема, за клуби «Пласа Амадор» та «Атлетіко Венесуела», а також національну збірну Панами.

## Клубна кар'єра
У дорослому футболі дебютував 2012 року виступами за команду клубу «Пласа Амадор». 9 вересня 2012 року в матчі проти «Чоррільйо» він дебютував у чемпіонаті Панами. 17 серпня 2013 року в поєдинку проти «Ріо Абахо» Хосіель забив свій перший гол за «Пласа Амадор». Загалом провів в команді чотири сезони, взявши участь у 104 матчах чемпіонату. Більшість часу, проведеного у складі «Пласа Амадор», був основним гравцем команди.
16 червня 2016 року був відданий в оренду в клуб «Атлетіко Венесуела». 3 липня дебютував у венесуельському Прімера Дивізіоні проти клубу «Естудіантес де Мерида» (0:1). Всього відіграв за команду з Каракаса 17 матчів у чемпіонаті.
Наступного року Нуньєс повернувся до складу клубу «Пласа Амадор». Відтоді встиг відіграти за команду з Панами 22 матчі в національному чемпіонаті.

## Виступи за збірну
В 2013 році в складі молодіжної збірної Панами Нуньєс взяв участь у молодіжному чемпіонаті КОНКАКАФ. На турнірі він зіграв у матчі проти команди Сальвадору та Пуерто-Рико.
У 2015 році Нуньєс у складі олімпійської збірної взяв участь Панамериканських іграх у Канаді. На турнірі він зіграв у матчах проти Перу, Канади, Мексики та Бразилії. В поєдинках проти бразильців і мексиканців Хосіель забив по голу.
7 серпня 2014 року дебютував в офіційних іграх у складі національної збірної Панами в товариському матчі проти збірної Перу.
У складі збірної був учасником розіграшу Золотого кубка КОНКАКАФ 2017 року у США, на якому зіграв у двох матчах.
Наразі провів у формі головної команди країни 11 матчів, забивши 1 гол.